# Szilének

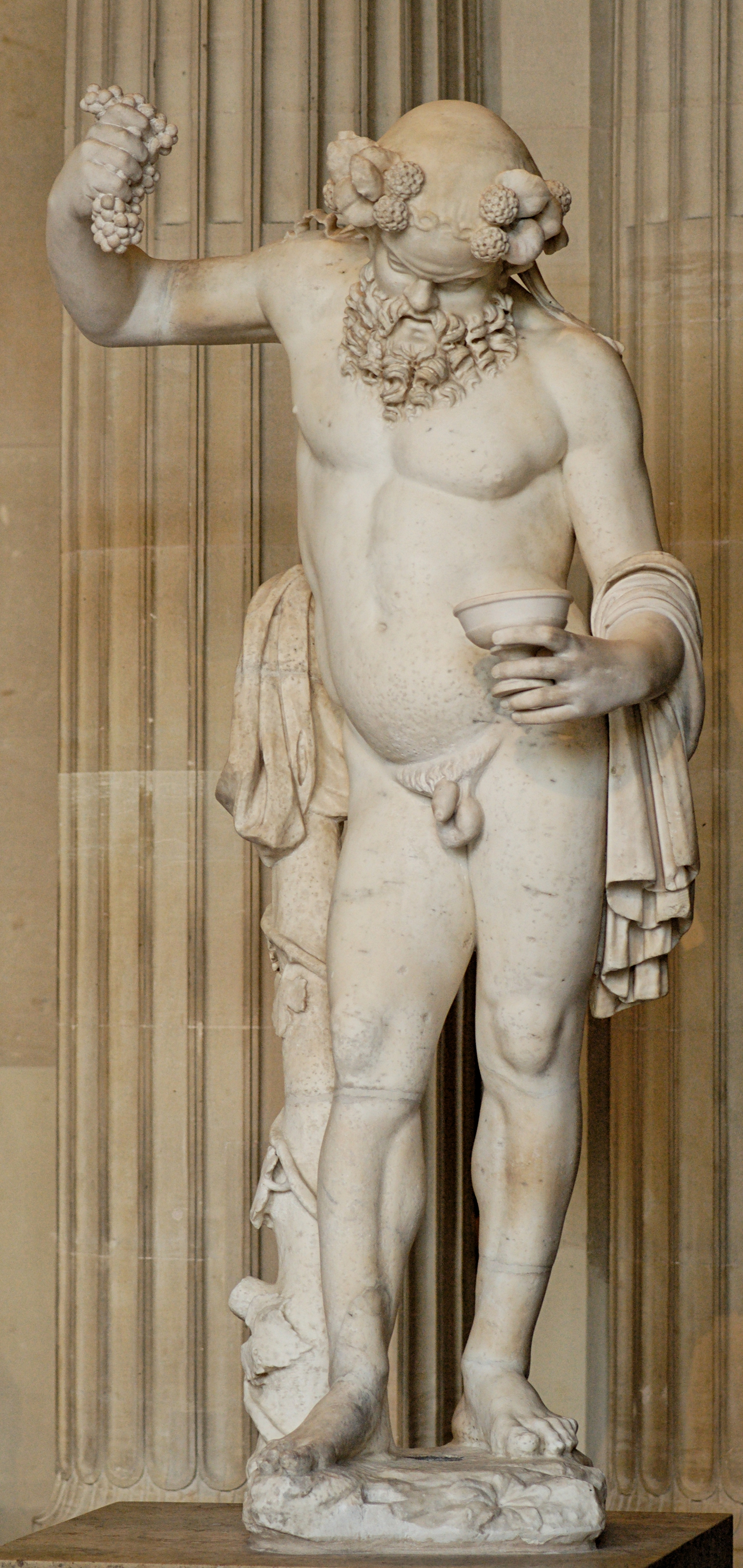
Részeg szilén, római márványszobor a II. századból

A szilének (görögül Σιληγοί) a  görög mitológiában termékenységdémonok, a természet őserőit testesítik meg.
A  szatírokkal (szatüroszokkal) együtt (akiktől gyakran nehéz megkülönböztetni őket)  Dionüszosz kíséretét alkotják. Tömpe orrú, vastag szájú dülledt szemű, patás, lófarkas, torz keverék lények. Hírhedtek kötekedő természetükről, borisszák, a nimfák körül legyeskednek. Hol buja mozdulatokkal kísért vad tánc közben ábrázolják őket, hol szamárháton ülve tökrészegen, amint bőrtömlőből vedelik a bort. Számos mítosz szól a bölcs Szilénekről: egyikük  Vergiliusnál álmosan és pityókásan elénekel egy dalt az ősi  kozmogóniáról, belefoglalja a világ születését, Saturnus (Kronosz) uralmát, Prométheusz hőstettét, a  Héliaszok történetét. Makedóniában mutogattak egy  Midász kertjeinek nevezett helyet, ahol Midász rajtacsípte az egyik szilént, amint bort vegyített a forrás vizébe, amelyből ivott. A sziléneket többnyire a Szatüroszokkal azonosítják.